# Sebringi 12 órás autóverseny
A sebringi 12 órás autóverseny nevű Amerikában 1952-től minden évben megrendezésre kerülő rendezvény egyike a tradicionális hosszútávú versenyeknek. Legtöbb győzelemmel a Porsche büszkélkedhet, a német autógyár 18-szor diadalmaskodott Sebringben. 1999-től az Amerikai Le Mans Széria futamának számít.
A Tampától és Orlandótól mintegy 150 km-re található pályán 1950 óta rendeznek különböző versenyeket, 1959-ben itt tartották az első Formula–1-es amerikai nagydíjat.

## Összetett győztesek
| Év   | Versenyzők                                              | Csapat                            | Autó                           | Táv                | Bajnokság                                                |
| ---- | ------------------------------------------------------- | --------------------------------- | ------------------------------ | ------------------ | -------------------------------------------------------- |
| 1952 | Harry Gray Larry Kulok                                  | Stuart Donaldson                  | Frazer-Nash Le Mans            | 1213.445 km        | SCCA Nationals                                           |
| 1953 | Phil Walters John Fitch                                 | Briggs Cunningham                 | Cunningham C4R-Chrysler        | 1447.766 km        | World Sportscar Championship                             |
| 1954 | Stirling Moss Bill Lloyd                                | Briggs Cunningham                 | O.S.C.A. MT4                   | 1405.923 km        | World Sportscar Championship                             |
| 1955 | Mike Hawthorn Phil Walters                              | Briggs Cunningham                 | Jaguar D-Type                  | 1523.083 km        | World Sportscar Championship                             |
| 1956 | Juan Manuel Fangio Eugenio Castellotti                  | Scuderia Ferrari                  | Ferrari 860 Monza              | 1623.506 km        | World Sportscar Championship                             |
| 1957 | Jean Behra Juan Manuel Fangio                           | Maserati                          | Maserati 450S                  | 1648.612 km        | World Sportscar Championship                             |
| 1958 | Phil Hill Peter Collins                                 | Scuderia Ferrari                  | Ferrari 250 TR58               | 1673.718 km        | World Sportscar Championship                             |
| 1959 | Dan Gurney Chuck Daigh                                  | Scuderia Ferrari                  | Ferrari 250 TR59 Fantuzzi      | 1573.295 km        | World Sportscar Championship                             |
| 1960 | Hans Herrmann Olivier Gendebien                         | Joakim Bonnier                    | Porsche 718RS                  | 1640.243 km        | World Sportscar Championship                             |
| 1961 | Phil Hill Olivier Gendebien                             | SpA Ferrari SEFAC                 | Ferrari 250 TRI/61             | 1740.666 km        | World Sportscar Championship                             |
| 1962 | Joakim Bonnier Lucien Bianchi                           | Scuderia SSS Republica di Venezia | Ferrari 250 TRI/61             | 1723.929 km        | World Sportscar Championship                             |
| 1963 | John Surtees Ludovico Scarfiotti                        | SpA Ferrari SEFAC                 | Ferrari 250P                   | 1749.035 km        | World Sportscar Championship                             |
| 1964 | Mike Parkes Umberto Maglioli                            | SpA Ferrari SEFAC                 | Ferrari 275P                   | 1790.878 km        | World Sportscar Championship                             |
| 1965 | Jim Hall Hap Sharp                                      | Chaparral Cars Inc.               | Chaparral 2A-Chevrolet         | 1640.243 km        | World Sportscar Championship                             |
| 1966 | Ken Miles Lloyd Ruby                                    | Shelby American Inc.              | Ford X1 Roadster               | 1908.038 km        | World Sportscar Championship                             |
| 1967 | Bruce McLaren Mario Andretti                            | Ford Motor Company                | Ford GT40 MkIV                 | 1991.724 km        | World Sportscar Championship                             |
| 1968 | Jo Siffert Hans Herrmann                                | Porsche Automobile Company        | Porsche 907                    | 1983.356 km        | World Sportscar Championship                             |
| 1969 | Jacky Ickx Jackie Oliver                                | J.W. Automotive Engineering       | Ford GT40 MkII                 | 2000.093 km        | World Sportscar Championship                             |
| 1970 | Ignazio Giunti Nino Vaccarella                          | SpA Ferrari SEFAC                 | Ferrari 512S                   | 2075.410 km        | World Sportscar Championship                             |
| 1971 | Vic Elford Gérard Larrousse                             | Martini Racing                    | Porsche 917K                   | 2175.833 km        | World Sportscar Championship                             |
| 1972 | Mario Andretti Jacky Ickx                               | SpA Ferrari SEFAC                 | Ferrari 312PB                  | 2167.465 km        | World Sportscar Championship                             |
| 1973 | Hurley Haywood Peter Gregg Dave Helmick                 | Dave Helmick                      | Porsche Carrera RSR            | 1891.301 km        | IMSA GT Championship                                     |
| 1974 | Nem rendezték meg.                                      | Nem rendezték meg.                | Nem rendezték meg.             | Nem rendezték meg. | Nem rendezték meg.                                       |
| 1975 | Brian Redman Allan Moffat                               | BMW Motorsport                    | BMW 3.0 CSL                    | 1991.724 km        | IMSA GT Championship                                     |
| 1976 | Al Holbert Mike Keyser                                  | Holbert Porsche-Audi              | Porsche Carrera RSR            | 1924.775 km        | IMSA GT Championship                                     |
| 1977 | George Dyer Brad Frisselle                              | George Dyer                       | Porsche Carrera RSR            | 1958.450 km        | IMSA GT Championship                                     |
| 1978 | Brian Redman Charles Mendez Bob Garretson               | Dick Barbour Racing               | Porsche 935                    | 2008.461 km        | IMSA GT Championship                                     |
| 1979 | Bob Akin Rob McFarlin Roy Woods                         | Dick Barbour Racing               | Porsche 935                    | 2000.093 km        | IMSA GT Championship                                     |
| 1980 | John Fitzpatrick Dick Barbour                           | Dick Barbour Racing               | Porsche 935 K3                 | 2117.253 km        | IMSA GT Championship                                     |
| 1981 | Bruce Leven Hurley Haywood Al Holbert                   | Bayside Disposal Racing           | Porsche 935/80                 | 2050.304 km        | IMSA GT Championship World Sportscar Championship        |
| 1982 | John Paul, Sr. John Paul, Jr.                           | JLP Racing                        | Porsche 935 JLP-3              | 2041.936 km        | IMSA GT Championship                                     |
| 1983 | Wayne Baker Jim Mullen Kees Nierop                      | Personalized Autohaus             | Porsche 934                    | 1765.853 km        | IMSA GT Championship                                     |
| 1984 | Mauricio de Narvaez Hans Heyer Stefan Johansson         | De Varzaez Enterprises            | Porsche 935J                   | 2057.031 km        | IMSA GT Championship                                     |
| 1985 | A. J. Foyt Bob Wollek                                   | Preston Henn                      | Porsche 962                    | 2197.817 km        | IMSA GT Championship                                     |
| 1986 | Hans-Joachim Stuck Jo Gartner Bob Akin                  | Bob Akin Motor Racing             | Porsche 962                    | 2244.745 km        | IMSA GT Championship                                     |
| 1987 | Jochen Mass Bobby Rahal                                 | Bayside Disposal Racing           | Porsche 962                    | 1971.092 km        | IMSA GT Championship                                     |
| 1988 | Klaus Ludwig Hans-Joachim Stuck                         | Bayside Disposal Racing           | Porsche 962                    | 2103.380 km        | IMSA GT Championship                                     |
| 1989 | Geoff Brabham Chip Robinson Arie Luyendyk               | Electramotive Engineering         | Nissan GTP ZX-Turbo            | 2182.753 km        | IMSA GT Championship                                     |
| 1990 | Derek Daly Bob Earl                                     | Nissan Performance Technology     | Nissan GTP ZX-Turbo            | 1990.936 km        | IMSA GT Championship                                     |
| 1991 | Derek Daly Geoff Brabham Gary Brabham                   | Nissan Performance Technology     | Nissan NPT-90                  | 1774.463 km        | IMSA GT Championship                                     |
| 1992 | Juan Manuel Fangio II Andy Wallace                      | All American Racers               | Eagle MkIII-Toyota             | 2143.646 km        | IMSA GT Championship                                     |
| 1993 | Juan Manuel Fangio II Andy Wallace                      | All American Racers               | Eagle MkIII-Toyota             | 1369.552 km†       | IMSA GT Championship                                     |
| 1994 | Steve Millen Johnny O'Connell John Morton               | Clayton Cunningham Racing         | Nissan 300ZX                   | 1947.145 km        | IMSA GT Championship                                     |
| 1995 | Andy Evans Fermín Vélez Eric van de Poele               | Scandia Motorsports               | Ferrari 333 SP                 | 1548.189 km†       | IMSA GT Championship                                     |
| 1996 | Wayne Taylor Jim Pace Eric van de Poele                 | Doyle Racing                      | Riley & Scott MkIII-Oldsmobile | 1935.075 km        | IMSA GT Championship                                     |
| 1997 | Andy Evans Fermín Vélez Yannick Dalmas Stefan Johansson | Team Scandia                      | Ferrari 333 SP                 | 1628.012 km†       | IMSA GT Championship                                     |
| 1998 | Didier Theys Gianpiero Moretti Mauro Baldi              | MOMO Doran Racing                 | Ferrari 333 SP                 | 1925.178 km        | IMSA GT Championship                                     |
| 1999 | Tom Kristensen JJ Lehto Jörg Müller                     | BMW Motorsport                    | BMW V12 LMR                    | 1863.781 km        | American Le Mans Series                                  |
| 2000 | Frank Biela Tom Kristensen Emanuele Pirro               | Audi Sport North America          | Audi R8                        | 2143.646 km        | American Le Mans Series                                  |
| 2001 | Rinaldo Capello Michele Alboreto Laurent Aïello         | Audi Sport North America          | Audi R8                        | 2203.192 km        | American Le Mans Series European Le Mans Series          |
| 2002 | Rinaldo Capello Christian Pescatori Johnny Herbert      | Audi Sport North America          | Audi R8                        | 2060.282 km        | American Le Mans Series                                  |
| 2003 | Frank Biela Marco Werner Philipp Peter                  | Infineon Team Joest               | Audi R8                        | 2185.328 km        | American Le Mans Series                                  |
| 2004 | Allan McNish Frank Biela Pierre Kaffer                  | Audi Sport UK Team Veloqx         | Audi R8                        | 2084.101 km        | American Le Mans Series                                  |
| 2005 | JJ Lehto Marco Werner Tom Kristensen                    | ADT Champion Racing               | Audi R8                        | 2149.601 km        | American Le Mans Series                                  |
| 2006 | Tom Kristensen Allan McNish Rinaldo Capello             | Audi Sport North America          | Audi R10 (Dízel)               | 2078.145 km        | American Le Mans Series                                  |
| 2007 | Frank Biela Emanuele Pirro Marco Werner                 | Audi Sport North America          | Audi R10 (Dízel)               | 2165.8 km          | American Le Mans Series                                  |
| 2008 | Timo Bernhard Romain Dumas Emmanuel Collard             | Team Penske                       | Porsche RS Spyder              | 2088.45 km         | American Le Mans Series                                  |
| 2009 | Tom Kristensen Allan McNish Rinaldo Capello             | Audi Sport Team Joest             | Audi R15 TDI (Dízel)           | 2278.85 km         | American Le Mans Series                                  |
| 2010 | Marc Gené Alexander Wurz Anthony Davidson               | Team Peugeot Total                | Peugeot 908 HDi FAP            | 2185.328 km        | American Le Mans Series                                  |
| 2011 | Loïc Duval Nicolas Lapierre Olivier Panis               | Team Oreca Matmut                 | Peugeot 908 HDi FAP (Dizel)    | 1975.4 km          | American Le Mans Series Intercontinental Le Mans Cup     |
| 2012 | Tom Kristensen Allan McNish Rinaldo Capello             | Audi Sport Team Joest             | Audi R18 TDI (Dizel)           | 1933.8 km          | FIA World Endurance Championship American Le Mans Series |